# Dynamiittii
Dynamiittii è il secondo album di studio della cantante pop finlandese Diandra, pubblicato il 24 ottobre 2014 dalla Universal Music. L'album entrò nella classifica finlandese alla 44ª settimana del 2014 raggiungendo la dodicesima posizione.
Il primo singolo dell'album, Paha poika, è stato pubblicato il 13 giugno 2014. Il brano raggiunse la prima posizione nelle classifiche musicali finlandesi. Nell'agosto 2014 il singolo diventò disco d'oro. Il secondo singolo, Onni on è stato pubblicato il 22 settembre 2014.

## Tracce
1. Unelmil on hintansa – 3:44 (Sakari Aalto, Diandra, Kyösti Salokorpi)
2. Paha poika – 3:28 (Diandra, Sakari Aalto, Mikko Kuoppala)
3. Paholainen pukeutuu Pradaan – 3:29 (Sakari Aalto, Diandra, Axel Ehnström, Sanni Kurkisuo)
4. Dynamiittii – 3:30 (Ilkka Wirtanen, Henrik Tala, Sanni Kurkisuo)
5. Bandida – 3:13 (Henri Lanz, Fridolin Nordsoe, Yoshi Breen, Shaka Loveless, Lasse Boman, Ylva Dimberg, Mikko Kuoppala)
6. Kuitenkin – 4:12 (Mats Takila, Mikko Kuoppala, Samuli Sirviö, Diandra)
7. Onni on – 3:35 (Samuli Sirviö, Mats Takila, Mikko Kuoppala)
8. Liukuovia – 3:20 (Thomas Kirjonen, Mikko Tamminen)
9. Syyllinen – 3:42 (Annika Tello, Elviira Nieminen, Samu Vatanen)
10. Lentosuukkoja – 3:05 (Heidi Maria Paalanen)
11. Vielä vapaa – 3:46 (Timo Oiva, Pasi Siitonen)

## Classifica
| Classifica | Massima posizione |
| ---------- | ----------------- |
| Finlandia  | 12                |